# دويل كونر
دويل كونر (بالإنجليزية: Doyle Conner)‏ هو سياسي أمريكي، ولد في 17 ديسمبر 1928 في ستارك في الولايات المتحدة، وتوفي في 16 ديسمبر 2012 في مونتيسيلو في الولايات المتحدة. حزبياً، نشط في الحزب الديمقراطي. وقد انتخب عضو مجلس نواب فلوريدا.